# ゴロドナヤ・ステップ

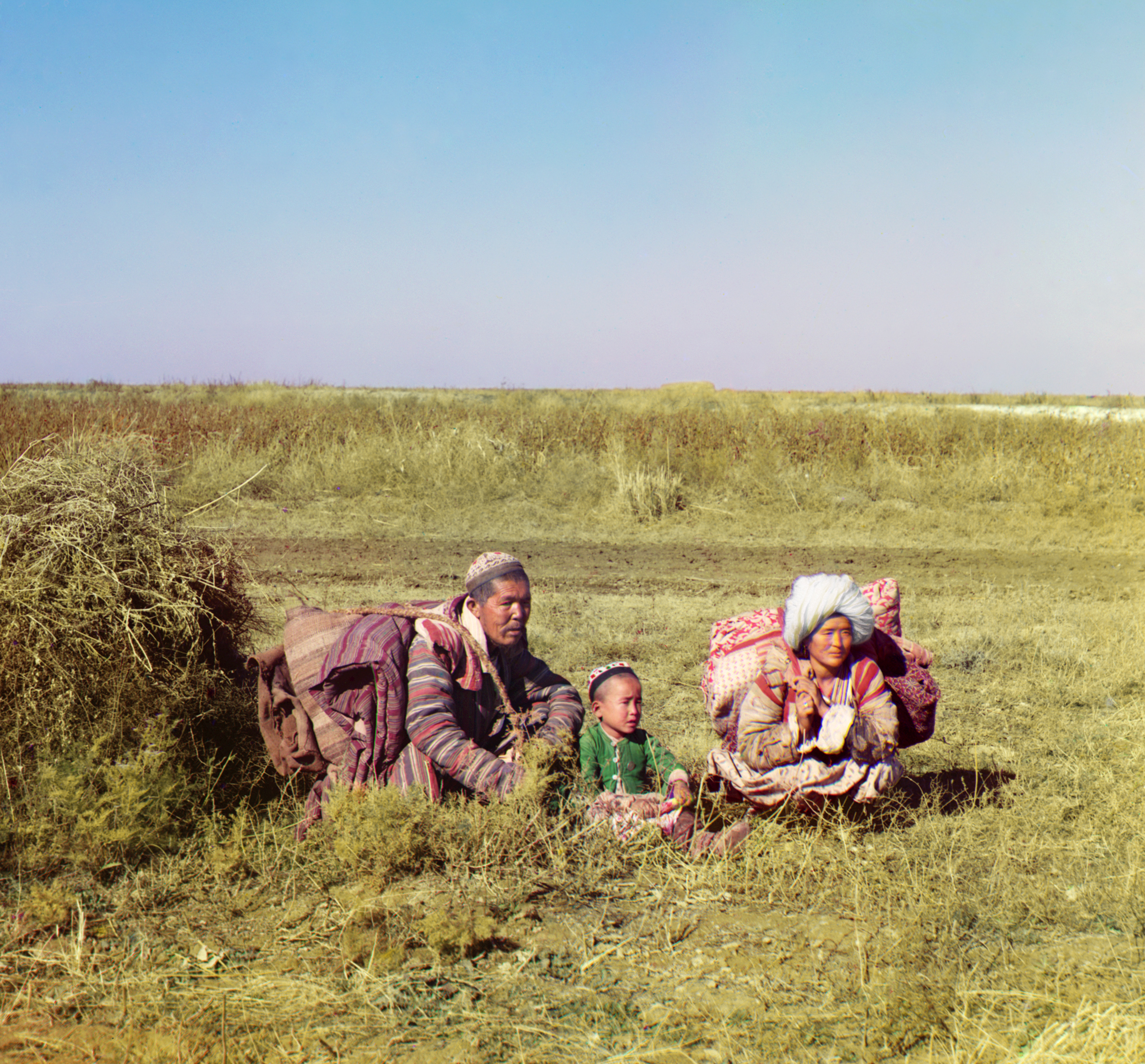
ウズベキスタンのゴロドナヤ・ステップで暮らすキルギス人の遊牧民 (S. M. Prokudin-Gorskii撮影)

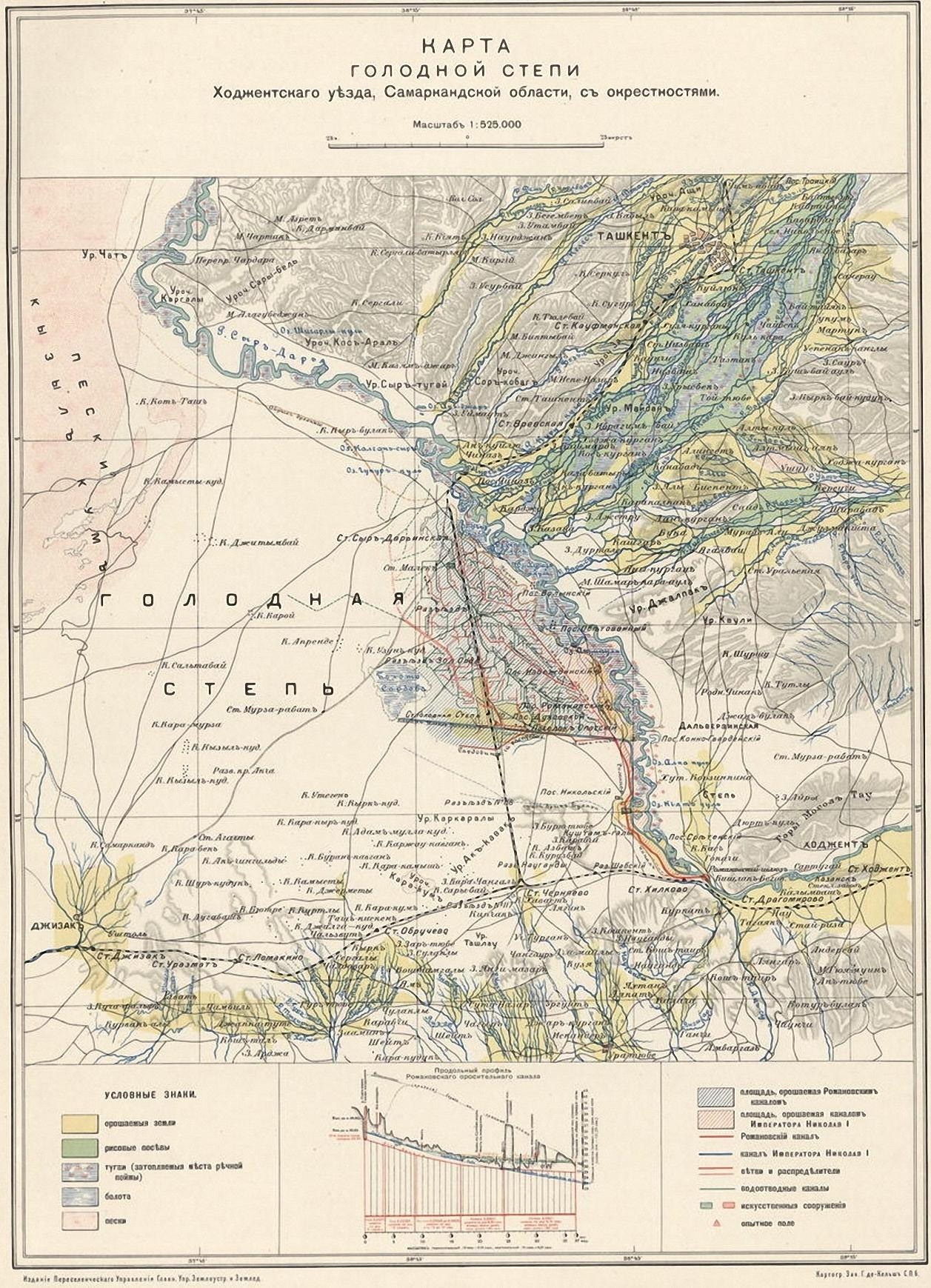
1917年に作成されたゴロドナヤ・ステップの地図 (ロシア語)

ゴロドナヤ・ステップ (英語: Golodnaya Steppe、ウズベク語: Mirzacho'l / Мирзачўл、ロシア語: Голодная степь) はウズベキスタンのシルダリヤ川左岸に広がる黄土の土地である。ゴロドナヤ・ステップとはロシア語で「飢餓のステップ」を意味する。「ゴロドナヤ平原」と表記されることもある。

## 概要
10,000 km2に渡って存在し、東はフェルガナ盆地、タジキスタンとの国境付近から西はシルダリヤ州やジザフ州の北部、南はトルキスタン山脈の範囲にある。地理学的にはゴロドナヤ・ステップはキジルクム砂漠が南東へと延伸したものであり、年間降水量は約240mm、平均最高気温は7月の28°C、平均最低気温は1月の−2°Cという典型的な大陸性気候である。
19世紀の終わりにはゴロドナヤ・ステップは砂漠から意図的に灌漑が行われた耕作地へと次第に変化していき、今日ではウズベキスタン国内において500,000haで灌漑農業が行われる綿や穀物の主要産地となっている。1950年代には3つの大規模な運河が建設され、1960年代にはゴロドナヤ・ステップの農場に水が供給されていた。シルダリヤ州のグリスタンやヤンギイェルといった都市がゴロドナヤ・ステップの主な都市となっている。